# Theodor Paul
Theodor Paul (* 13. Februar 1862 in Lorenzkirch bei Strehla; † 30. September 1928 in München) war ein deutscher Chemiker und Apotheker.

## Leben
Nach dem Abschluss des Nikolai-Gymnasiums in Leipzig ließ sich Theodor Paul zum Apothekergehilfen ausbilden, studierte dann ab 1888 Pharmazie an der Universität Leipzig, wo er 1889 die Approbation als Apotheker erhielt. Anschließend wechselte er das Fachgebiet und wurde 1891 mit einer von Ernst Otto Beckmann betreuten Arbeit zur Chemie (Beiträge zum Verhalten von Aldehyden gegenüber metallischem Natrium bei Gegenwart indifferenter Lösungsmittel) zum Dr. phil. promoviert. Er wurde wissenschaftlicher Assistent an der Universität Leipzig und verteidigte 1894 seine bei Wilhelm Ostwald angefertigte Habilitationsschrift über ein physikalisch-chemisches Thema und wurde Privatdozent. 1895 erwarb er den Nachweis als staatlich geprüfter Lebensmittelchemiker. Nebenher studierte er Medizin und schloss es 1901 mit dem Doktorexamen ab. 1898 wurde er außerordentlicher Professor für analytische und pharmazeutische Chemie an der Universität Tübingen. 1902 erhielt Paul die Berufung als Direktor der naturwissenschaftlichen Abteilung des Kaiserlichen Gesundheitsamts in Berlin. 1905 wurde er Nachfolger von Albert Hilger als Direktor des Pharmazeutischen Instituts und Laboratoriums für angewandte Chemie der Universität München. Nach Ende des Ersten Weltkrieges war er von 1918 bis 1928 Direktor der von ihm gegründeten Deutschen Forschungsanstalt für Lebensmittelchemie.
In seiner wissenschaftlichen Arbeit gelang es Theodor Paul, die seinerzeit auf verschiedenen Forschungsgebieten gewonnenen Erkenntnisse zu verknüpfen. Ein besonderes Anliegen waren ihm die Anwendung physikalisch-chemischen Wissens auf die praktische Medizin (Wirkungsweise von Desinfektionsmitteln und Leistungsfähigkeit einzelner Desinfektionsmethoden) sowie die physikalische Chemie verschiedener Lebensmittel und pharmazeutische Fragestellungen. Mit seinen Mitarbeitern arbeitete er maßgeblich an der 6. Ausgabe des Deutschen Arzneibuches mit, das 1926 erschien.
1918 wurde er zum außerordentlichen Mitglied der Bayerischen Akademie der Wissenschaften gewählt. Seit 1921 war er ordentliches Mitglied. Kurz vor seinem Tod wurde er im Juni 1928 In Anerkennung seiner Verdienste als erfolgreicher Forscher und Förderer auf dem Gebiete der Ernährungswissenschaften und der medizinisch-pharmazeutischen Chemie zum Ehrendoktor der Technischen Hochschule Dresden promoviert.